# Citrus Bowl 2024 (janvier)
Match précédent Match suivant
Le Citrus Bowl de janvier 2024 est un match de football américain de niveau universitaire joué après la saison régulière de 2023, le 1er janvier 2024 au Camping World Stadium situé à Orlando dans l'État de Floride aux États-Unis.
Il s'agit de la 78e édition du Citrus Bowl.
Le match met en présence l'équipe des Hawkeyes de l'Iowa issue de la Big Ten Conference (B10) et l'équipe des Volunteers du Tennessee issue de la Southeastern Conference (SEC).
Il débute vers 13 heures locales (19 heures en France) et est retransmis à la télévision par ABC,.
Sponsorisé par la société Cheez-It (en), le match est officiellement dénommé le 2024 Cheez-It Citrus Bowl.
Tennessee remporte le match sur le score de 35 à 0.

## Présentation du match
Il s'agit de la 4e rencontre entre les deux équipes :
| Saison | Date             | Vainqueur | Score   | Compétition         |
| ------ | ---------------- | --------- | ------- | ------------------- |
| 2014   | 2 janvier 2015   | Tennessee | 45 - 28 | TaxSlayer Bowl 2015 |
| 1987   | 30 août 1987     | Tennessee | 23 - 22 | Saison régulière    |
| 1982   | 31 décembre 1982 | Iowa      | 28 - 22 | Saison régulière    |

| Équipes                                                                                             | Couleurs | Conférences | Entraîneurs                    | Stats. saison rég. | Classements avant le bowl | Classements avant le bowl | Classements avant le bowl |
| --------------------------------------------------------------------------------------------------- | -------- | ----------- | ------------------------------ | ------------------ | ------------------------- | ------------------------- | ------------------------- |
| Équipes                                                                                             | Couleurs | Conférences | Entraîneurs                    | Stats. saison rég. | CFP                       | AP                        | Coaches                   |
| Hawkeyes de l'Iowa                                                                                  |          | B10         | Kirk Ferentz (en) (25e saison) | 10-3               | no 17                     | no 20                     | no 17                     |
| Volunteers du Tennessee                                                                             |          | SEC         | Josh Heupel (en) (3e saison)   | 8-4                | no 21                     | no 25                     | no 23                     |
| - Arbitre : Jeff Heaser (ACC) - Équipe donnée favorite par les bookmakers : Tennessee par 8½ points |          |             |                                |                    |                           |                           |                           |

### Hawkeyes de l'Iowa
Avec un bilan global en saison régulière de 10 victoires et 2 défaites (7-2 en matchs de conférence), Iowa est éligible et accepte l'invitation pour participer au Citrus Bowl 2024,. Les défaites ont été encurues contre Florida, Alabama, Missouri et Georgia.
Ils terminent 1er de la Division West de la Big-10 mais perdent 26-0 la finale de conférence jouée contre les Wolverines du Michigan et comptent ainsi un bilan de 10 victoires et 3 défaites avant le bowl.
À l'issue de la saison 2022 (bowl non compris), ils sont désignés no 17 au classement CFP et Coache's et no 20 au classement AP.
Il s'agit de leur 2e participation au Citrus Bowl et le 36e bowl de leur histoire :
| Saisons | Dates            | Vainqueurs | Scores | Finalistes | Bilan   |
| ------- | ---------------- | ---------- | ------ | ---------- | ------- |
| 2021    | 1er janvier 2022 | Kentucky   | -      | Iowa       | D : 0-1 |

| Logo     | Postes                   | Joueurs                                         | Statistiques                                                     |
| -------- | ------------------------ | ----------------------------------------------- | ---------------------------------------------------------------- |
|          | Quarterback              | Deacon Hill                                     | 115/233 passes réussies pour 1 096 yards, 5 TDs, 6 interceptions |
| Coureur  | Leshon Williamw          | 164 courses pour 804 yards nets gagnés et 1 TDs |                                                                  |
| Receveur | Erick All                | 21 réceptions pour 299 yards et 3 TDs           |                                                                  |
| Effectif | Roster 2023 des Hawkeyes | Roster 2023 des Hawkeyes                        |                                                                  |

### Volunteers du Tennessee
Avec un bilan global en saison régulière de 8 victoires et 4 défaites (4-4 en matchs de conférence), Tennessee est éligible et accepte l'invitation pour participer au Citrus Bowl 2024,. Les deux défaites ont été encourues face à Penn State et Minnesota.
Ils terminent 3e de la Division East de la Southeastern Conference derrière #6 Georgia et #9 Missouri.
À l'issue de la saison 2023 (bowl non compris), ils sont désignés no 21 au classement CFP, no 25 au classement AP et no 23 au classement Coaches.
Il s'agit de leur 6e participation au Citrus Bowl et le 56e bowl de leur histoire :
| Saisons | Dates            | Vainqueurs | Scores  | Finalistes   | Bilan   |
| ------- | ---------------- | ---------- | ------- | ------------ | ------- |
| 1983    | 17 décembre 1983 | Tennessee  | 30 - 23 | Maryland     | V : 1-0 |
| 1993    | 1er janvier 1994 | Penn State | 31 - 13 | Tennessee    | D : 1-1 |
| 1995    | 1er janvier 1996 | Tennessee  | 20 - 14 | Ohio State   | V : 2-1 |
| 1996    | 1er janvier 1997 | Tennessee  | 48 - 28 | Northwestern | V : 3-1 |
| 2001    | 1er janvier 2002 | Tennessee  | 45 - 17 | Michigan     | V : 4-1 |

| Logo     | Postes                     | Joueurs                                           | Statistiques                                                      |
| -------- | -------------------------- | ------------------------------------------------- | ----------------------------------------------------------------- |
|          | Quarterback                | Joe Milton III                                    | 229/354 passes réussies pour 2 813 yards, 20 TDs, 5 interceptions |
| Coureur  | Jaylen Wright              | 137 courses pour 1 013 yards nets gagnés et 4 TDs |                                                                   |
| Receveur | Squirrel White             | 64 réceptions pour 764 yards et 2 TDs             |                                                                   |
| Effectif | Roster 2023 des Volunteers | Roster 2023 des Volunteers                        |                                                                   |